# Robert Lentz
Le lieutenant-colonel Robert Lentz (né à Gand le 20 octobre 1885 et décédé à Bruxelles le 10 novembre 1949) était un militaire belge durant la Première Guerre mondiale et la Seconde Guerre mondiale. Il fut le fondateur de l'Armée belge reconstituée qui deviendra plus tard, l'Armée secrète.

## Biographie
Robert Lentz est né à Gand, le 20 octobre 1885. Le jour de ses seize ans, il s'inscrit à l'école des cadets et le 8 novembre 1904, il intègre l'École royale militaire dont il sort diplômé le 26 mars 1907. Il sert alors au 4e régiment de lanciers avec le grade de sous-lieutenant. Le 1er juillet 1912, il entre à l'école de guerre mais la mobilisation vient contrarier ses plans. Le 11 août 1914, il s'illustre lors de la bataille de Haelen. À la fin de la guerre, il a le grade de Capitaine-commandant. En 1919, il fit partie de la délégation belge et prendra part aux négociations en vue de la signature du traité de Versailles. C'est à cette époque qu'il est breveté d'état-major. En 1921, il accepte une charge de cours à l'école royale militaire. En 1926, il est au 2e lanciers. Le 1er avril 1927, il demande à devenir cadre de réserve et est promu Major de réserve le 26 juin. En 1931, il est promu Lieutenant-colonel. Il fonde en 1935, l'UNOR (Union nationale des officiers de réserve, aujourd'hui URNOR), il en sera le président jusqu'en 1938. Le 10 mai 1940, mobilisé, il est le chef d'état-major de la 17e division. Lors de la capitulation, après la Campagne des 18 jours, il dira: « Ceci n'est qu'un incident tactique, la guerre continue ». Robert Lentz, fin 1940 mit sur pied l'Armée belge reconstituée qui fusionnera à l'été 1941 avec la Légion belge fondée par Charles Claser. À ses côtés, Lentz en deviendra l'un des quatre membres de son directoire,.

### Arrestation
Le 8 mai 1942, il est arrêté à son domicile, Avenue Huart Hamoir à Bruxelles. Il restera 17 mois au secret à la prison de Saint-Gilles. Il est transféré en Allemagne, le 13 octobre 1943 et sera écroué dans les prisons d'Aix-la-Chapelle, de Dusseldorf et de Hambourg avant d'être déporté le 23 janvier 1945 à Sachsenhausen. Il endura également une Marche de la mort, le 25 avril 1945. Il sera libéré le 4 mai 1945 et sera de retour à Bruxelles le 13. Affaibli, il ne recouvra jamais totalement la santé et décèdera le 10 novembre 1949 à Bruxelles,.